# 在メキシコ日本国大使館
在メキシコ日本国大使館（スペイン語: Embajada del Japón en México / Embajada de Japón en México、英語: Embassy of Japan in Mexico）は、メキシコの首都メキシコシティにある日本の大使館。

## 沿革

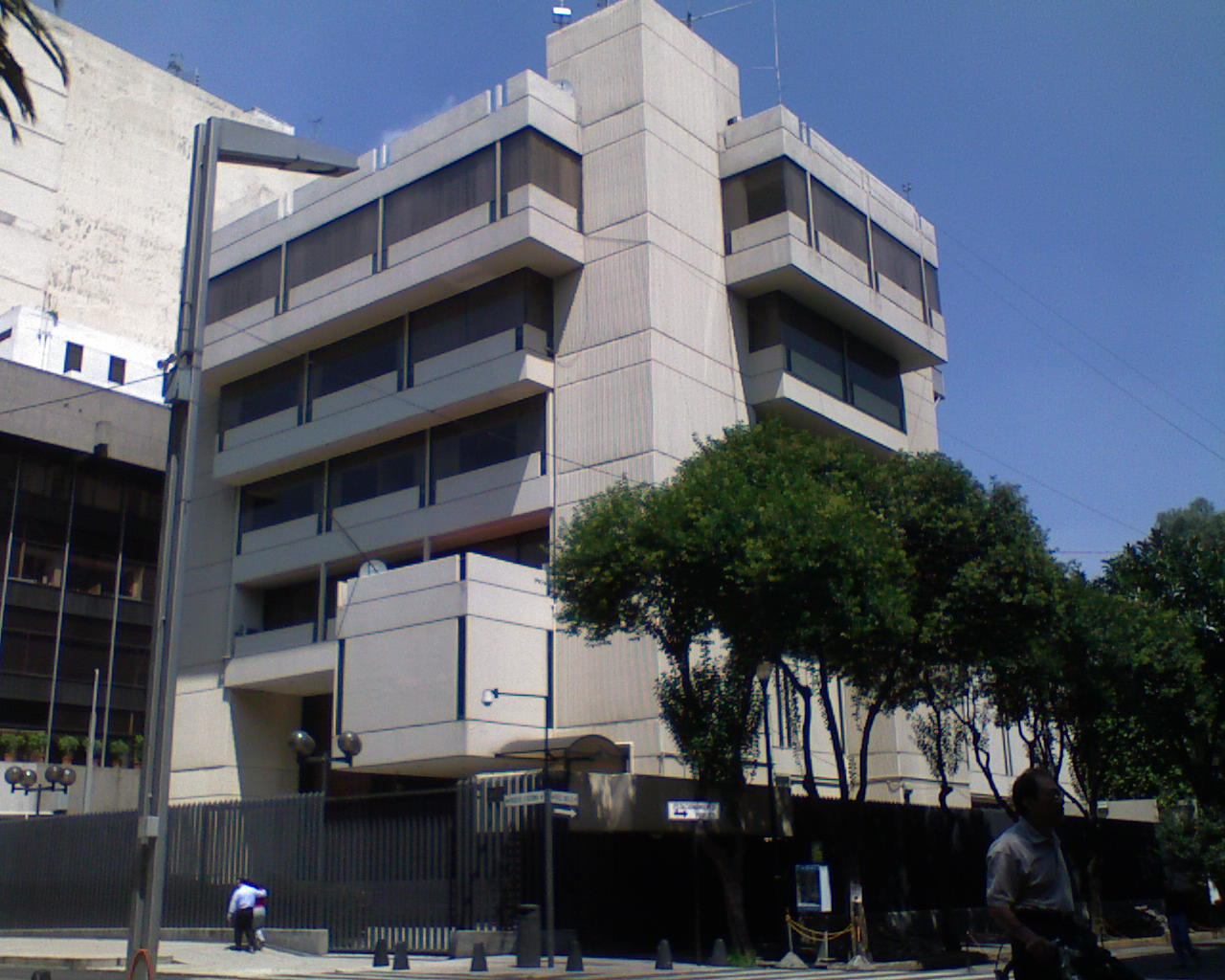
2015年11月の移転以前の在メキシコ日本国大使館（撮影は2007年8月）

- 1888年11月30日、日墨修好通商条約が締結され、日本とメキシコの国交が正式に樹立される[1]
- 1891年、メキシコシティに在メキシコシティ日本帝国領事館（在メキシコ日本帝国領事館）が開設され[2]、初代領事代理として藤田敏郎が赴任し日本人植民地候補地を調査[3]。
- 1897年、メキシコシティの帝国領事館が在メキシコ日本帝国公使館に昇格する[2]
- 1913年、メキシコ革命の混乱の中で失脚したフランシスコ・マデーロ大統領の家族から保護の要請がなされ、当時の駐メキシコ臨時代理公使・堀口九萬一はマデーロ大統領の家族を危険を顧みず保護したといわれる[4]。
- 1942年5月22日、メキシコが日独伊3ヶ国に対して宣戦布告し[5]、メキシコシティの帝国公使館が閉鎖される
- 1945年8月15日、第二次世界大戦の敗戦により大日本帝国が崩壊する[6]
- 1952年4月12日、来たる日本国の独立に先駆けて「在外公館の名称及び位置を定める法律」が制定され、在メキシコ日本国大使館の設置が定められる[7]
- 1952年4月28日、サンフランシスコ平和条約の発効により日本国が独立、メキシコも同条約締結国のうちの一国[8]
- 2015年11月23日、先週末まで別の場所にあった大使館が、同じメキシコシティ市内のトレ・マプフレ（スペイン語版、英語版）に移転する[9]

## 所在地
| 日本語     | 〒06500 メキシコシティコロニア・クアウテモックレフォルマ通り243番地トレ・マプフレ9階          |
| スペイン語 | Paseo de la Reforma Nº 243 Torre Mapfre Piso 9, Col. Cuauhtémoc, C.P. 06500, Ciudad de México |